# Wilhelm Ridderstad
Carl Wilhelm Edvard Ridderstad, född den 13 augusti 1843 på Håtö, Frötuna socken, Stockholms län, död den 22 januari 1930 i Bankesta, Överjärna församling, samma län, var en svensk militär och författare. Han var son till Carl Fredrik Ridderstad.
Ridderstad blev underlöjtnant vid Svea livgarde 1864, tjänstgjorde vid Andra zuavregementet i Algeriet 1867–1868 och deltog under tiden där i åtskilliga strider, var anställd vid spanska generalstaben under 1876 års fälttåg mot karlisterna, blev 1891 major, 1896 överstelöjtnant vid Älvsborgs regemente och 1900 överste i armén. Ridderstad uppfann reliefkrigsspelet 1884 och var flitigt verksam som militär- och personhistorisk författare. Bland hans arbeten märks Om den franska arméns organisation (1869), Slaget vid Lund (1876), Fältbok för armén (1882, 2:a upplagan 1886), Gustaf II Adolfs deltagande i trettioåriga kriget (1882), 60-talets kadetter (1895) och Gula gardet 1526–1903 (1903). Ridderstad invaldes som ledamot av Samfundet för utgivande av handskrifter rörande Skandinaviens historia 1888, som korresponderande ledamot av Vitterhetsakademien 1890 och som ledamot av Krigsvetenskapsakademien sistnämnda år. Han blev riddare av Svärdsorden 1888.